# Von Kræmer
von Kræmer, skrivs också von Kraemer, är en svensk och finsk adelsätt. En ättegren erhöll 1837 friherrlig värdighet.
Den 31 december 2020 var 46 personer med efternamnet von Kræmer folkbokförda i Sverige.

## Personer med efternamnet von Kræmer
- Alexis von Kræmer (1871–1927), finländsk politiker
- Carl Gustaf von Kræmer (1758–1801), militär
- Carl Gustav Mortimer von Kræmer (1817–1898), finländsk politiker, landshövding och militär
- Henry von Kræmer (1880–1957), författare
- Johan Fredrik Oskar von Kræmer (1829–1904), finländsk amiral
- Lotten von Kræmer (1828–1912), författare
- Robert von Kræmer (1825–1903), riksdagsledamot
- Robert Fredrik von Kræmer (1791–1880), landshövding
- Vera von Kræmer (1878–1940), journalist, författare och översättare

## Galleri

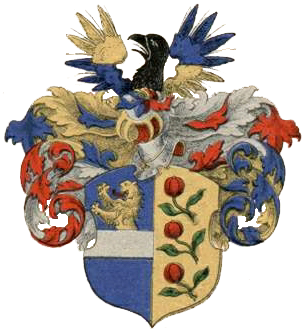
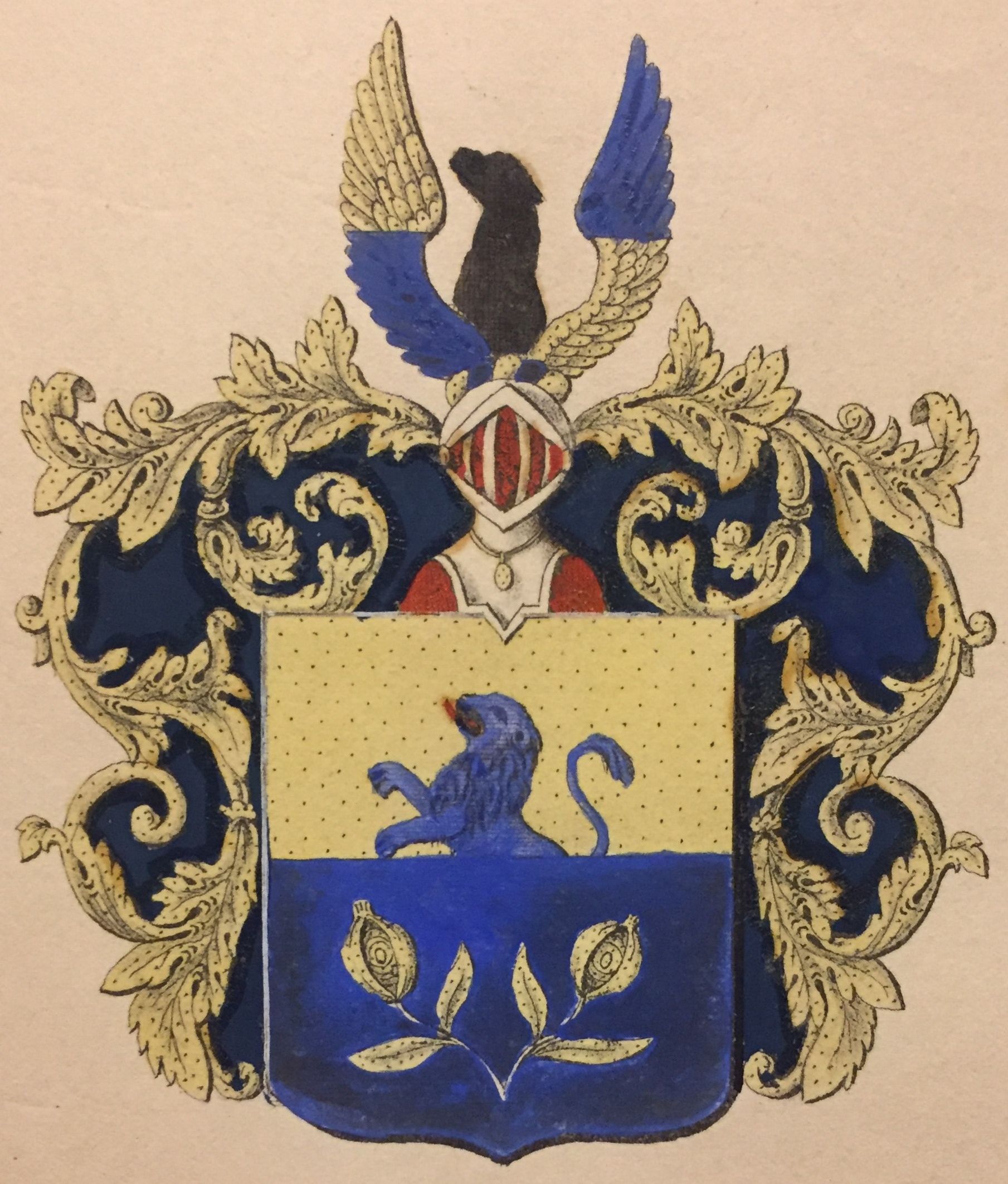
Vapensköld för von Kræmer i Storfurstendömet Finland.
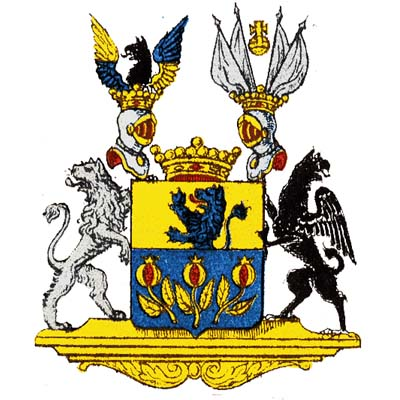
Friherrliga ättegrenen von Kræmers vapensköld från 1837.